# New Year's Smash
AEW New Year's Smash es un especial de televisión de lucha libre profesional producido por All Elite Wrestling (AEW). Establecido en la empresa desde el 2021, como un episodio especial de año nuevo como un evento de dos partes. El evento original de enero de 2021 se transmitió como dos episodios especiales consecutivos del programa insignia de AEW, Dynamite, mientras que el segundo evento, que se transmitió en diciembre de 2021, ocurrió durante la misma semana, primero como un episodio de Dynamite, luego como un episodio especial de Rampage, con eventos futuros que conservan este formato. La emisión de Dynamite para el segundo evento fue el último que se emitió en TNT antes de que el programa se trasladara al canal hermano de TNT, TBS. 

## Fechas y lugares
| Evento                  | Fecha                        | Lugar                 | Estadio                  | Evento principal                                                                                                  |
| ----------------------- | ---------------------------- | --------------------- | ------------------------ | --- |
| New Year's Smash (2020) | 6 y 13 de enero de 2021      | Jacksonville, Florida | Daily`s Place            | Kenny Omega vs. Rey Fénix                                                                                         |
| New Year's Smash (2021) | 29 y 31 de diciembre de 2021 | Jacksonville, Florida | Daily`s Place            | Adam Cole y ReDRagon (Bobby Fish & Kyle O'Reilly) vs. Best Friends (Chuck Taylor, Trent Beretta & Orange Cassidy) |
| New Year's Smash (2022) | 28 y 30 de diciembre de 2022 | Broomfield, Colorado  | 1stBank Center           | Samoa Joe vs. Wardlow                                                                                             |
| New Year's Smash (2023) | 27 y 29 de diciembre de 2023 | Orlando, Florida      | Addition Financial Arena | |

## Producción
El 9 de diciembre de 2020, All Elite Wrestling (AEW) anunció que los episodios del 30 de diciembre y del 6 de enero de 2021 serían un evento de dos partes titulado New Year's Smash. Sin embargo, el 28 de diciembre, se anunció que el evento había sido pospuesto para los días 6 y 13 de enero de 2021, debido a la muerte del luchador Brodie Lee, y que el episodio del 30 de diciembre se celebraría como Celebración de la vida de Brodie Lee. La noche 1 de New Year's Smash se emitió el 6 de enero, mientras que la noche 2 se grabó y se emitió el 13 de enero.
En el episodio del 19 de noviembre de 2021 de Rampage (que comenzó a emitirse en agosto), AEW anunció que New Year's Smash volvería, el 29 de diciembre fue el último episodio de Dynamite en TNT antes de su traslado a TBS. Dynamite se emitió en directo, mientras que Rampage se emitió en diferido el 31 de diciembre.